# Dryocampa rubicunda
Dryocampa rubicunda är en fjärilsart som beskrevs av Fabricius 1793. Dryocampa rubicunda ingår i släktet Dryocampa och familjen påfågelsspinnare. Inga underarter finns listade i Catalogue of Life.

## Bildgalleri

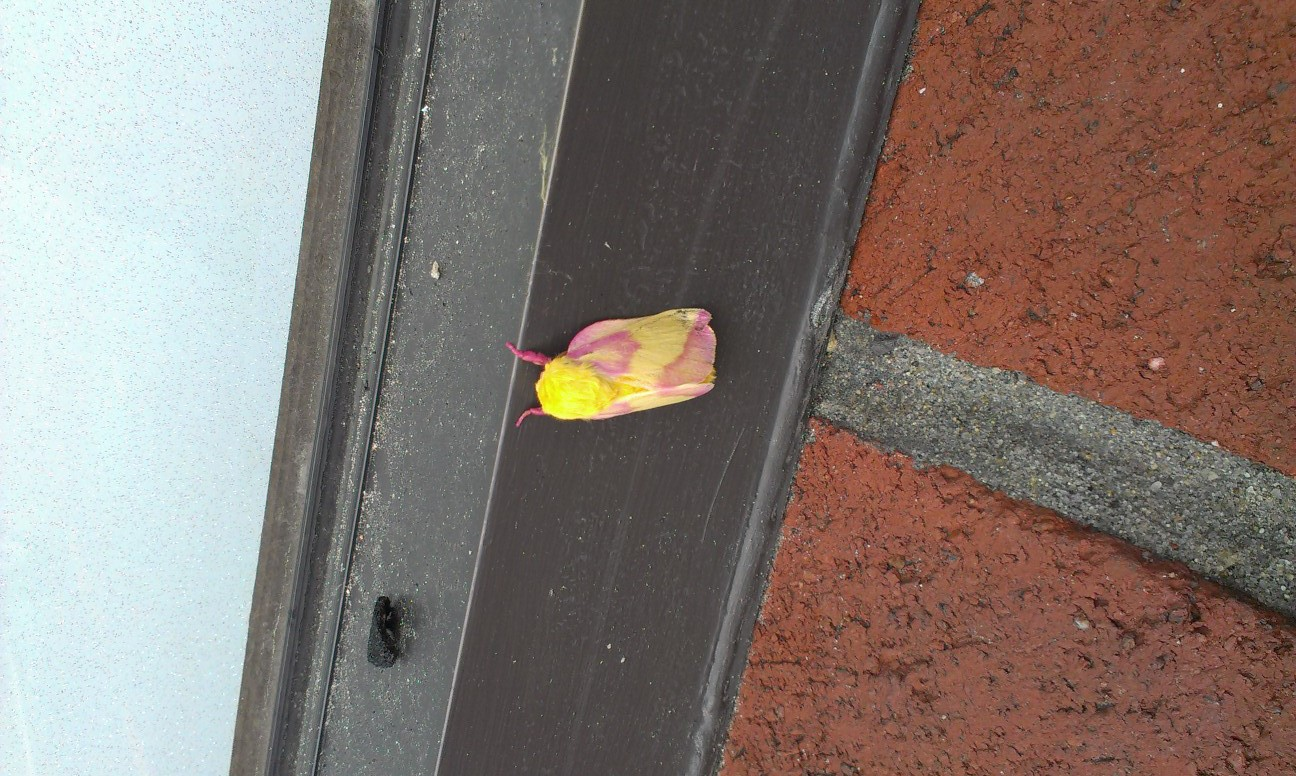
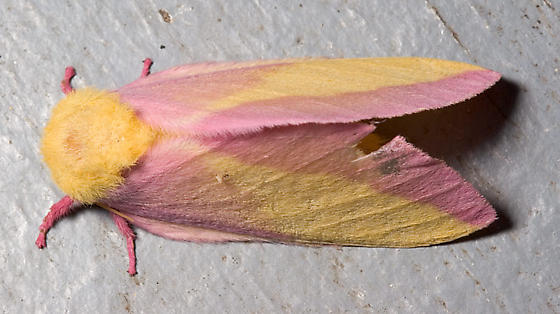